# Dark Knight Dummo
„Dark Knight Dummo” – piosenka amerykańskiego rapera Trippie Redda z udziałem innego amerykańskiego rapera Travisa Scotta. Utwór został wydany 6 grudnia 2017 roku jako główny singel z debiutanckiego albumu studyjnego Redda, Life’s a Trip. Jest to jego pierwszy singel Trippiego, który znalazł się na liście Billboard Hot 100 i uzyskał certyfikat potrójnej platyny w USA. Od tego czasu piosenka została uznana za sygnaturową Trippie Redda.

## Teledysk
Teledysk został wydany 20 lutego 2018 roku i przedstawia Trippie Redda i Travisa Scotta walczących z hordą zombie na farmie. Wideo zostało wyreżyserowane przez White Trash Tyler i zostało opublikowane na oficjalnym kanale Redda na YouTube. Film został wyświetlony ponad 160 milionów razy.

## Pozycje na listach przebojów
| Lista (2017–2018)                 | Pozycja |
| --------------------------------- | ------- |
| Kanada (Canadian Hot 100)         | 93      |
| Nowa Zelandia (Recorded Music NZ) | 9       |
| Billboard Hot 100                 | 72      |
| Hot R&B/Hip-Hop Songs (Billboard) | 29      |

## Certyfikaty
| Kraj                  | Certyfikaty | Ilość sprzedanych jednostek |
| --------------------- | ----------- | --------------------------- |
| Kanada (Music Canada) | Platyna     | 80,000                      |
| Portugalia (AFP)      | Złoto       | 5,000                       |
| USA (RIAA)            | 3× Platyna  | 3,000,000                   |